# Sbagliato
Sbagliato è un singolo del rapper italiano Lowlow, pubblicato il 26 gennaio 2018.
Duolingo 

## Descrizione
Il singolo ha visto la collaborazione del cantante italiano Riki e affronta la tematica delle gravidanze adolescenziali: Lowlow si cala infatti nei panni di una ragazza, Clara, che rimane incinta del suo ragazzo. Il rapper racconta nella canzone le emozioni della protagonista tramite la tecnica dello storytelling.

## Tracce
1. Sbagliato – 3:50